# Ainsworth Rand Spofford

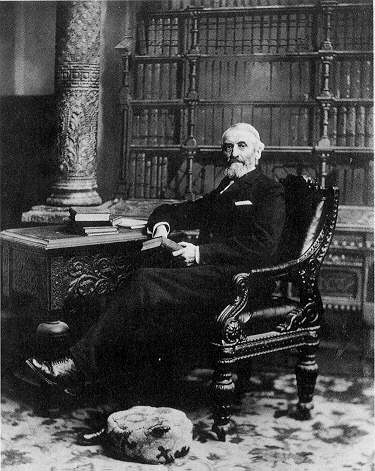
Ainsworth Rand Spofford.

Ainsworth Rand Spofford (12 de septiembre de 1825 - 11 de agosto de 1908), fue el sexto bibliotecario de la Biblioteca del Congreso de Estados Unidos, sirvió de 1864 a 1897.

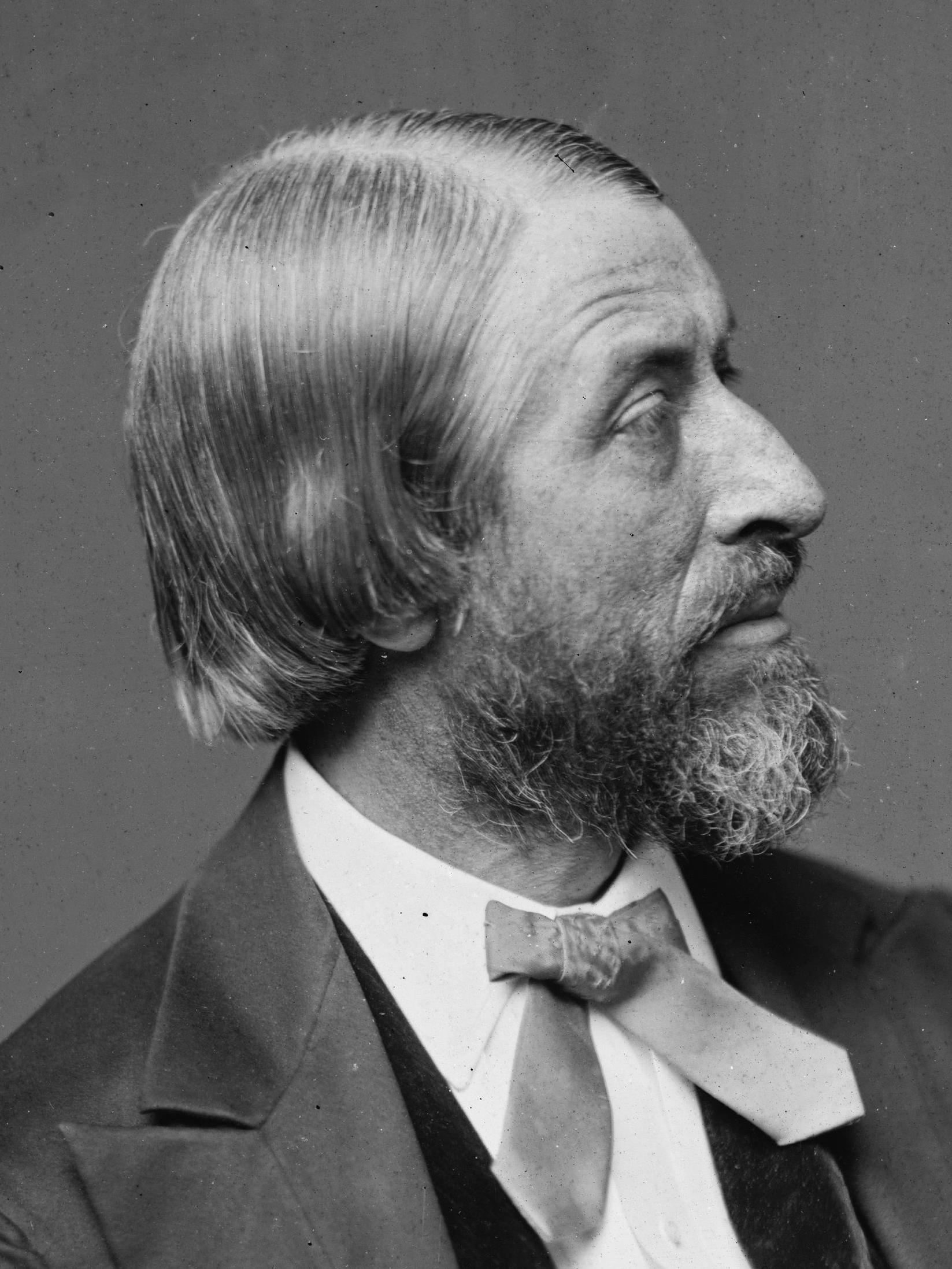
Ainsworth Rand Spofford

Spofford nació en Gilmanton, New Hampshire. A la edad de 19 se mudó a Cincinnati, Ohio, donde se convirtió en editor y vendedor de libros; en 1859 se convirtió en editor asociado de la Comercial de Cincinnati. También fue miembro activo del Partido Republicano de los Estados Unidos y fue delegado en la convención de nominación de John C. Frémont en 1856.
La visión de Spofford era convertir la Biblioteca del Congreso de Estados Unidos en la Biblioteca Nacional de los Estados Unidos. Una de sus más grandes hazañas fue la ley de derecho de autor en 1870. Spofford le dejó su puesto a un administrador más joven, John Russell Young, y regresó a su antiguo puesto de asistente de bibliotecario; en el cual permaneció hasta su muerte en 1908. 
- Datos: Q284792
- Multimedia: Ainsworth Rand Spofford / Q284792